# God of War: Chains of Olympus
God of War: Chains of Olympus este un joc de acțiune-aventură hack and slash third person elaborat de Ready at Dawn și Santa Monica Studio și publicat de Sony Computer Entertainment (SCE). A fost primul joc din serie lansat pentru PlayStation Portable (PSP) pe 4 martie 2008. Este al patrulea joc din serie, al doilea din punct de vedere cronologic, și un prequel al primului joc. Bazat pe mitologia greacă, acțiunea jocului are loc în Grecia Antică, iar motivul central al jocului este răzbunarea. Jucătorul poate lua controlul lui Kratos, un războinic Spartan care îi servea pe Cei Doisprezece Olimpieni. Zeița Athena îi cere lui Kratos să-l găsească pe Zeul Soarelui Helios, pentru că Zeul Viselor, Morfeu, i-a înfuriat pe zei. Cu puterea soarelui, Morfeu și Persefona, Regina Underworld-ului, wcu ajutorul titanului Atlas, intenționează să distrugă Stâlpul Lumii și Olimpul. Kratos o omoară pe Persefona în bătălie și îl salvează pe Helios, care repune soarele pe cer și îl obligă pe Morfeu să se retragă.